# 30-sai no hoken taiiku
30-sai no hoken taiiku (30歳の保健体育? trad. Salute ed educazione fisica per trentenni) è una serie TV anime del 2011 scritta da Ryō Akiyama e prodotto dallo studio d'animazione Gathering. La serie animata è tratta da una serie di libri scritti da Mitsuba e pubblicata da Ichijinsha. L'anime è andato in onda in Giappone sulle reti BS11 e Tokyo MX mentre non è mai stato doppiato in italiano.

## Serie di libri
Il primo libro fu pubblicato da Mitsuba nel novembre 2008 ed ha avuto tre sequel.
1. 30-sai no Hoken Taiiku (30歳の保健体育?)
2. 30-sai no Hoken Taiiku:Koi no Hajimari Hen (30歳の保健体育〜恋のはじまり編〜?)
3. 30-sai no Hoken Taiiku:Koi no Doryoku Hen (30歳の保健体育 恋の努力編?)
4. 30-sai no Hoken Taiiku:Yoru no Ren'ai Hen (30歳の保健体育 夜の恋愛編?)

## Trama
L'anime narra le vicende di Hayao Imagawa, un trentenne con una vita relativamente normale, che non ha ancora perso la verginità. Fortunatamente per lui, giungeranno degli dei per aiutarlo ad avere il suo primo rapporto sessuale.

## Personaggi
Hayao Imagawa (今河 駿?, Imagawa Hayao)
Doppiatore originale: Hiro Shimono
Hayao è un trentenne con una vita e un lavoro normale. Non ha ancora perso la verginità e così verrà aiutato da Daigorō e Macaron nella sua impresa.
Natsu Andō (安藤 なつ?, Andō Natsu)
Doppiatrice originale: Kaori Nazuka
Natsu è una trentenne libraia. Anche lei come Hayao è ancora vergine a causa della sua timidezza. Sarà aiutata da Pī-chan nell'avere la sua prima relazione con Hayao.
Daigorō (大五郎?, Daigorō)
Doppiatore originale: Ryōtarō Okiayu
Daigorō è il dio dell'amore sessuale, arrivato dal paradiso per aiutare Hayao nell'incontrare le donne e nel perdere la sua verginità. Utilizza metodi poco ortodossi. Indossa un cappotto verde a maniche lunghe e bianchi pantaloni alla zuava.
Macaron (マカロン?, Makaron)
Doppiatore originale: Yui Watanabe
Macaron è il fratello minore di Daigorō. È fisicamente molto simile al fratello con la differenza che questi indossa un panciotto a maniche corte verde.
Pī-chan (ぴぃちゃん?, Pī-chan) e Kū-chan (くぅちゃん?, Kū-chan)
Doppiatrice originale: Eri Kitamura
Pī-chan e Kū-chan sono sorelle gemelle, dee dell'amore sessuale arrivate dal paradiso per aiutare Natsu a perdere la verginità. Le due dee sono molto simili tra loro ed entrambe sono vestite da gothic lolita. Pī-chan è più intelligente e attiva mentre Kū-chan è più stupida e golosa.

## Sigle
Sigla di apertura
- Koi no Dōtei (恋の道程?) di kanon x kanon

Sigla di chiusura
- learn together di AIRI

## Episodi
| Nº | Giapponese 「Kanji」 - Rōmaji                             | In onda        | In onda |
| Nº | Giapponese 「Kanji」 - Rōmaji                             | Giapponese     |         |
| 1  | 「はじめてのセックス」 - Hajimete no Sekkusu              | 7 aprile 2011  |         |
| 2  | 「はじめてのディープキス」 - Hajimete no Dīpukisu         | 14 aprile 2011 |         |
| 3  | 「はじめての男子トイレ」 - Hajimete no Danshi Toire       | 21 aprile 2011 |         |
| 4  | 「はじめてのミスブルガリア」 - Hajimete no Misu Burugaria | 28 aprile 2011 |         |
| 5  | 「はじめての個室ビデオ」 - Hajimete no Koshitsu Bideo     | 5 maggio 2011  |         |
| 6  | 「はじめての騎上位」 - Hajimete no Kijōi                  | 12 maggio 2011 |         |
| 7  | 「はじめてのピンクローター」 - Hajimete no Pinkurōtā      | 19 maggio 2011 |         |
| 8  | 「はじめての同人誌」 - Hajimete no Dōjinshi               | 26 maggio 2011 |         |
| 9  | 「はじめてのラブホテル」 - Hajimete no Rabu Hoteru        | 2 giugno 2011  |         |
| 10 | 「はじめての浮気」 - Hajimete no Uwaki                    | 9 giugno 2011  |         |
| 11 | 「はじめてのオナニー」 - Hajimete no Onanī                | 16 giugno 2011 |         |
| 12 | 「はじめてのコンドーム」 - Hajimete no Kondōmu            | 23 giugno 2011 |         |